# Nachal Bejt ha-Emek
Nachal Bejt ha-Emek (hebrejsky: נחל בית העמק, v přepisu do angličtiny Nahal Beit HaEmek) je vádí v západní části Horní Galileji v Izraeli, v Severním distriktu.

## Průběh toku
Pramení v hornaté krajině severně od údolí Bejt ha-Kerem, cca 1 kilometr východně od města Kisra-Sumej a cca 1 kilometr západně od vesnice Charašim. Pak teče k jihu a mělkým obloukem se postupně stáčí k západu a severozápadu. Jižně od vesnice Lapidot vstupuje do výrazně zahloubeného údolí a přijímá pravostranný přítok Nachal Kišor. V tomto úseku je část údolí Nachal Bejt ha-Emek o ploše cca 2500 dunamů (2,5 kilometrů čtverečních) vyhlášena za přírodní rezervaci s původní dochovanou vegetací. Okolí vádí lemují také původní porosty oliv, v minulosti téměř zlikvidované nekontrolovaným pastevectvím.
Severně od města Abu Sinan vtéká do Izraelské pobřežní planiny a přijímá další významnější pravostranný přítok Nachal Jechi'am. V posledním úseku protéká intenzivně zemědělsky využívanou pobřežní planinou, míjí z jihu vesnice Šejch Danun a Netiv ha-Šajara, ze severu pak město Mazra'a a do Středozemního moře ústí na severním okraji vesnice Šavej Cijon, nedaleko od města Naharija.
Kvalita vody v Nachal Bejt ha-Emek je ale narušována splašky z okolních sídel, zejména z drúzské obce Januch-Džat. Představitelé této obce ale poukazují na nedostatek peněz na účinné vymáhání odpadového hospodářství.

## Přítoky
levostranné
- nejsou významnější

pravostranné
- Nachal Chešek
- Nachal Kišor
- Nachal Gita
- Nachal Janoach
- Nachal Jechi'am